# Casa Bayo
La Casa Bayo, o casa de los Retales, es un edificio ubicado en la ciudad española de Teruel, en Aragón, que cuenta con el estatus de Bien Catalogado del Patrimonio Cultural Aragonés.

## Descripción

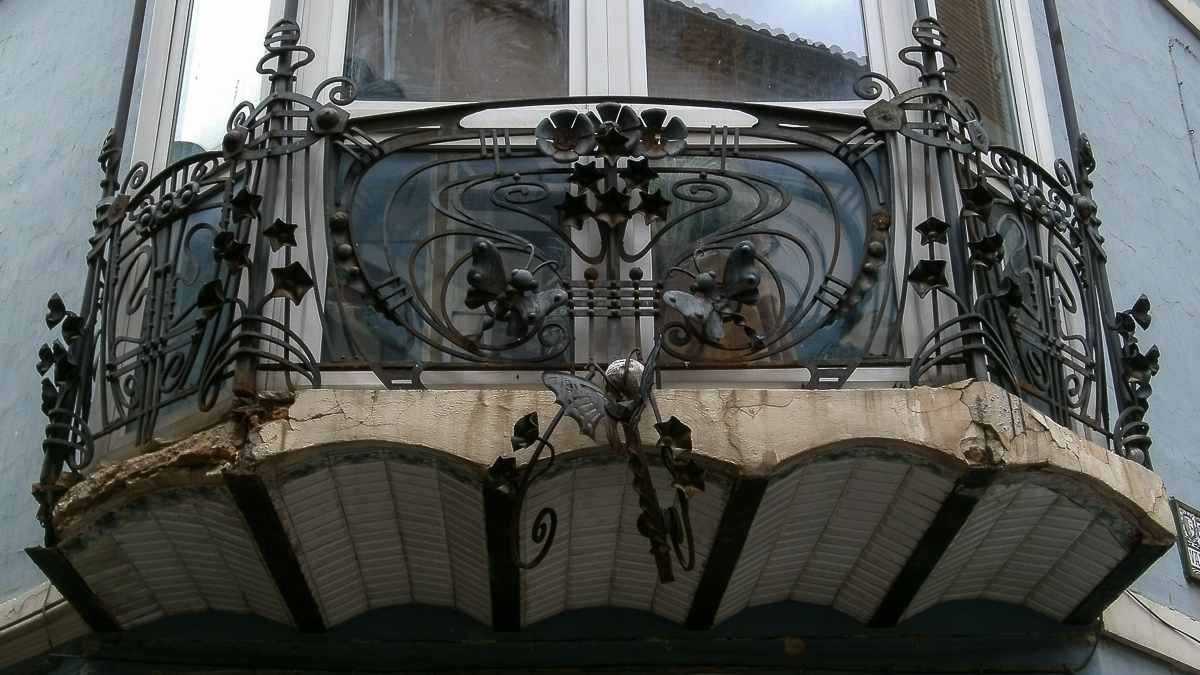
Detalle de un balcón.

La Casa «Bayo», también denominada popularmente Casa «de Los Retales», fue construida hacia 1901 y, aunque no existe constancia documental, todos los especialistas atribuyen su proyecto al arquitecto tarraconense Pablo Monguió, autor de los edificios modernistas más importantes de Teruel, situados en la plaza del Torico y de los que esta casa es un magnífico precedente. El edificio se sitúa en el centro histórico de la ciudad, ocupando una parcela irregular con triple fachada a la plaza Bretón (nº 5) y a las calles Abadía y Valcaliente. El volumen edificado ocupa todo el solar desarrollándose en sótano y cinco plantas organizadas en torno a un patio central. Las fachadas presentan un tratamiento unitario enfoscado en color azul ultramar combinado con detalles ornamentales en blanco. La composición sigue un esquema tradicional estructurado mediante impostas horizontales a la altura de los forjados, entre las que se disponen los balcones y ventanas de forma proporcionada y homogénea. Las dos esquinas se resuelven mediante chaflanes en los que sobresalen unos espectaculares miradores volados realizados en forja.
Destaca la excepcional rejería atribuida a Matías Abad, que aparece principalmente en balcones, huecos y miradores. En los dos primeros presenta una decoración lineal sencilla con motivos de inspiración secesionista, mientras que en los miradores la decoración es más orgánica, dominada por formas curvas y vegetales de gran expresividad. Cabe destacar, por su singularidad, la presencia de motivos animales como las delicadas mariposas de la planta primera o las águilas que dominan la composición de las barandillas de la última planta. En la Casa «Bayo» sobresale, además del tratamiento ornamental de sus fachadas, su integración en la escena urbana, conseguida principalmente a través de la rotundidad de sus miradores volados.
El 24 de septiembre de febrero de 2009 alcanzó el estatus de Bien Catalogado del Patrimonio Cultural Aragonés, mediante una orden publicada el 19 de octubre de ese mismo año en el Boletín Oficial de Aragón.